# نمایش چینی

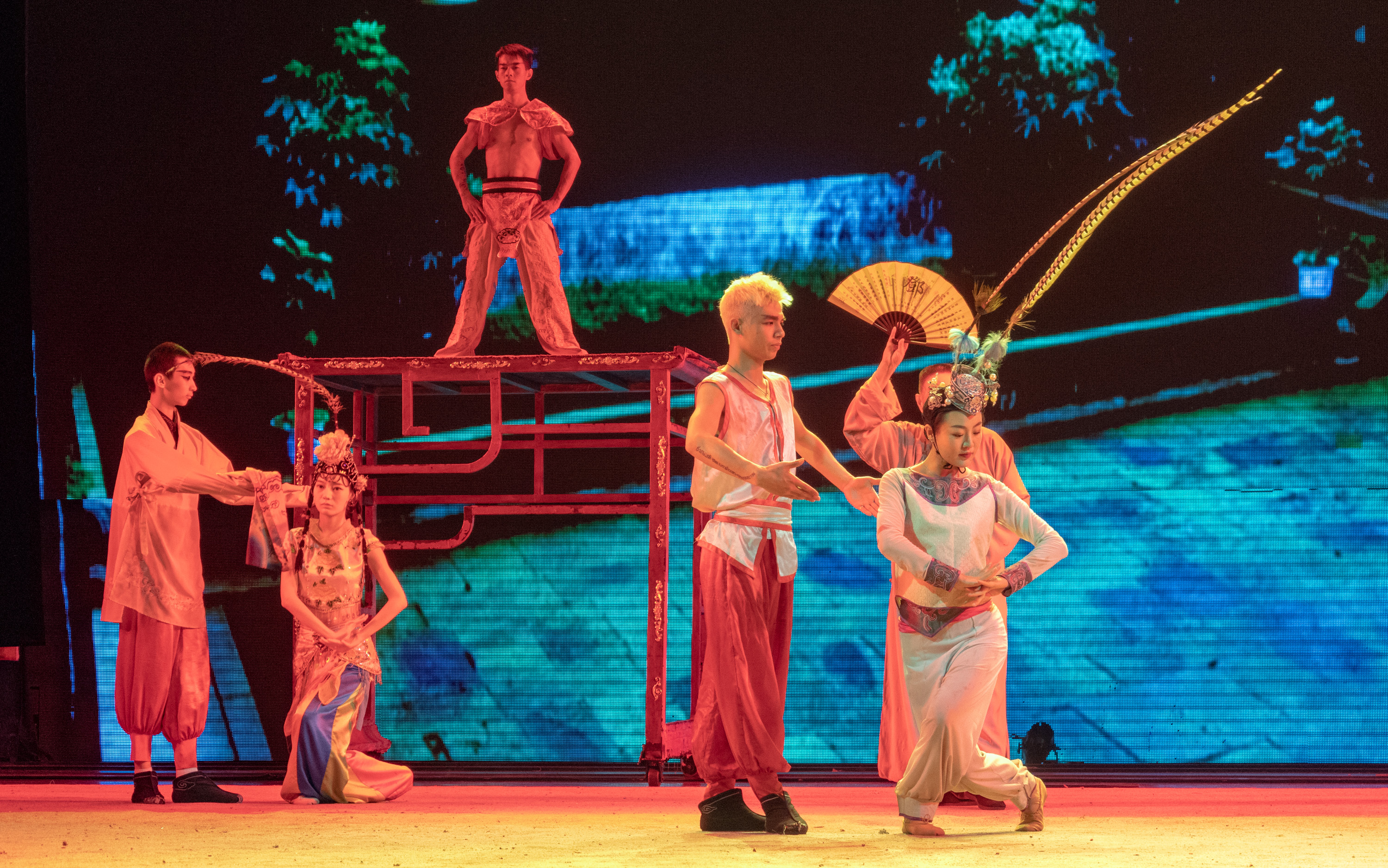
یک نمایش چینی در شهر چنگدو

نمایش در چین تاریخی دراز دارد.

## نمایش کهن
اسنادی هست که نشان می‌دهد نمایش‌هایی از روزگار دودمان شانگ در چین به نمایش درمی‌آمده. روزگار دودمان تانگ امّا به فراوانی نمایش‌های گوناگون آمیخته با موسیقی آوازه است.
سایه‌بازی از گونه‌های دیگر نمایش کهن چینی است.
در روزگار دودمان سونگ نمایش‌های گوناگونی همراه با آکروبات و موسیقی وجود داشت. در روزگار دودمان یوآن این نمایش‌ها پیشرفت کرد و ساختاری چهارپرده‌ای یا پنج پرده‌ای یافت. گونه‌هایی از همین نمایش تا قرن بیست و یکم نیز در چین زنده و پویا ماند.
تئاتر چین به دو بخش کلی شمالی جنوبی تقسیم می‌شود.
شمالی:این گونه تئاتر چهار پرده ای بوده و میان پرده‌ها شامل یک یا دو آریا(آواز) می‌باشد .در کل این نمایش شامل 10 تا 20 آریا بوده و موسیقی آن شامل سازهای بادی و کوبه ای می‌شود.کوان هان چینگ و لی چین نو از درام نویسان این عرصه هستند.
جنوبی:در این نوع نمایش موسیقی از دستگاه 5 پرده ای پیروی می‌کند.تک خوانی،زوج خوانی و همسرایی در آن متداول است.تعداد پرده‌ها می‌توانند زیاد باشند.در هر پرده داستان‌های فرعی با پایان خوش تعریف می‌شود.معروف‌ترین درام‌نویس در این زمینهتانگ هسین تسو است.